# Grumantita
La grumantita és un mineral de la classe dels silicats. Va ser anomenada en honor de l'antic nom en rus de l'arxipèlag Svalbard: Грумант (Grumant).

## Característiques
La grumantita és un fil·losilicat de sodi de fórmula química NaSi₂O₄(OH)(H₂O). Cristal·litza en el sistema ortoròmbic. La seva duresa a l'escala de Mohs és de 4 a 5.
L'exemplar que va servir per a determinar l'espècie, el que es coneix com a material tipus, es troba conservat al: Museu de Geologia de Kola i al Museu Mineralògic de Sant Peterburg (Rússia).
Segons la classificació de Nickel-Strunz, la grumantita pertany a «09.EH - Estructures transicionals entre fil·losilicats i altres unitats de silicat» juntament amb els següents minerals: manganoneptunita, neptunita, watatsumiïta, magnesioneptunita, sarcolita, ussinguita, leifita, teliuixenkoïta, eirikita i nafertisita.

## Jaciments
La grumantita va ser descoberta a pedrera Umbozero Nord (Severnyi), al Mont Al·luaiv (Districte de Lovozero, óblast de Múrmansk, Rússia). També ha estat descrita en altres indrets d'aquesta província russa.